# Jessee Wyatt
Jessee Wyatt (nascido em 14 de abril de 1996) é um atleta paralímpico australiano com paralisia cerebral. Defendeu as cores da Austrália disputando os Jogos Paralímpicos do Rio de Janeiro, em 2016.

## Detalhes
Wyatt nasceu na Nova Zelândia, no dia 14 de abril de 1996. Tem paralisia cerebral e foi submetido a cirurgia para auxiliar a sua mobilidade.

## Carreira no atletismo
Wyatt começou no atletismo em 2012 e é treinado pelo atleta paralímpico australiano John Eden. No Campeonato Mundial de Atletismo Paralímpico de 2015, em Doha, na Índia, ficou em quinto lugar no arremesso de peso masculino da categoria F33, com um arremesso de 8,69 metros.
Nas Paralimpíadas da Rio 2016, terminou na quarta posição no arremesso de peso masculino, categoria F33, com a marca de 8,71 metros.